# 2018 FC4
Az 2018 FC4 egy kisbolygó a Mars trójai csoportjában. A Mount Lemmon Survey program keretein belül fedezték fel 2018. március 21-én.